# … wie einst Lili Marleen
Pour les articles homonymes, voir Lili Marleen.
Pour plus de détails, voir Fiche technique et Distribution.
… wie einst Lili Marleen (titre français : Lily Marlene) est un film allemand réalisé par Paul Verhoeven sorti en 1956.

## Synopsis
Au début de la Seconde Guerre mondiale, le talentueux luthier Franz Brugger et la jolie Christa Schmidt forment un couple. En 1941, le moment est venu : la conscription touche aussi le beau Franz, ils se promettent une loyauté indéfectible, Christa lui promet que quoi qu'il arrive, elle l'attendrait. Le temps passe vite et Franz, dont la chanson mélancolique écrite par Norbert Schultze a pu le maintenir en vie dans son amour pour Christa, doit se battre sur le front de l'Est jusqu'à la fin amère quatre ans plus tard. Alors qu'il est prisonnier de guerre en Union soviétique, Christa après un certain temps croit que son Franz n'est plus en vie.
Ce n'est qu'à la suite de la visite du chancelier Konrad Adenauer à Moscou en 1955 que Franz est finalement libéré après dix longues années et peut rentrer chez lui. À Berlin, beaucoup de choses ont changé en son absence. Surtout, après avoir cherché Christa, Franz est choqué de découvrir qu'elle ne l'a pas attendu et qu'elle est sur le point de se marier. Franz est désespéré et ne sait pas si et comment il peut reconquérir Christa. La décision vient lors d'un concert au cours duquel l'interprète de Lili Marleen, Lale Andersen, l'interprète à nouveau. Ce n'est que maintenant que ceux qui firent séparés pendant longtemps se retrouvent, et Christa et Franz savent qu'ils vont ensemble pour toujours.

## Fiche technique
- Titre : … wie einst Lili Marleen
- Réalisation : Paul Verhoeven assisté d'Otto Meyer (de)
- Scénario : Ilse Lotz-Dupont (de), Paul Verhoeven
- Musique : Norbert Schultze
- Direction artistique : Albrecht Hennings, Karl Weber
- Costumes : Ursula Stutz
- Photographie : Karl Schröder (de)
- Son : Eduard Kessel
- Montage : Ilse Voigt (de)
- Production : Bernhard F. Schmidt
- Société de production : Delos-Film
- Société de distribution : Casino Film Exchange
- Pays d'origine :  Allemagne de l'Ouest
- Langue : allemand
- Format : Noir et blanc - 1,37:1 - Mono - 35 mm
- Genre : Drame
- Durée : 90 minutes
- Dates de sortie :
  -  Allemagne de l'Ouest : 21 septembre 1956.
  -  Autriche : 21 septembre 1956.
  -  Danemark : 5 août 1957.
  -  Espagne : 30 septembre 1957.
  -  France : 19 février 1958[1].

## Distribution
- Adrian Hoven : Franz Brugger
- Marianne Hold : Christa Schmidt
- Lucie Englisch : Minna Lauck
- Peter Carsten : Toni Knoll
- Hannelore Schroth : Klärchen Müller
- Käthe Haack : Mme Schmidt
- Claus Holm : Dr. Berger
- Wolfgang Preiss : Alfred Linder
- Roma Bahn : Mlle Korn
- Kurt Vespermann : Krause, le portier
- Gudrun Schmidt : sœur Lene
- Hildegard Grethe : Mme Berger
- Else Ehser (de) : la femme de ménage
- Lale Andersen : son propre rôle

## Production
… wie einst Lili Marleen est réalisé à Berlin du 7 juin au 14 juillet 1956.
Près de 25 ans plus tard, l'acteur principal Hoven doit à nouveau composer avec le mythe de Lili Marleen lorsqu'il interprète l'un de ses derniers rôles au cinéma dans la film du même nom de Rainer Werner Fassbinder.

## Source de la traduction
- (de) Cet article est partiellement ou en totalité issu de l’article de Wikipédia en allemand intitulé « … wie einst Lili Marleen » (voir la liste des auteurs).